# Renzo Vecchiato
Renzo Vecchiato (Trieste, 8 agosto 1955) è un ex cestista e dirigente sportivo italiano per circa un ventennio professionista nel ruolo di centro nel campionato italiano, e internazionale dal 1977 al 1985 per l'Italia, con cui vinse il titolo di campione d'Europa nel 1983.

## Biografia

### Carriera nei club
Nella sua lunga carriera da cestista ha debuttato in serie A1 con la Stella Azzurra Roma, per poi giocare con l'Olimpia Milano, Basket Rimini, l'Auxilium Torino, la Scavolini Pesaro (arrivando a vincere uno scudetto), la Pallacanestro Firenze, la Fortitudo Bologna e la Libertas Forlì. Ha abbandonato la carriera da giocatore nel 1994.

### Carriera in Nazionale
Con la maglia della Nazionale italiana Vecchiato vinse il titolo di campione d'Europa agli europei francesi del 1983 a Nantes, e la medaglia di bronzo a Stoccarda negli europei 1985.
Vecchiato ha inoltre partecipato a due Olimpiadi, conquistando la medaglia d'argento a Mosca 1980, e partecipando a quelle di Los Angeles nel 1984 ottenendo un quinto posto finale.

Ha disputato inoltre i mondiali del 1978, conclusi con un quarto posto.
Ha collezionato ben 202 presenze in nazionale, e detiene il record per tiri liberi segnati in una partita ufficiale con la maglia azzurra.

### Dirigente
Dopo il ritiro dall'attività agonistica Vecchiato è rimasto a Rimini dove ha svolto il ruolo di team manager a partire dagli anni '90 fino al 2011, anno in cui il club andò in liquidazione per ripartire dalle serie minori. Nell'estate di quell'anno è diventato segretario generale dell'Ostuni Basket, squadra neopromossa in Legadue. Complici le difficoltà economiche, il club pugliese non si iscrive al successivo campionato di Legadue, così Vecchiato diventa direttore tecnico dell'Andrea Costa Imola per la stagione 2012-2013.

## Palmarès

### Club
- Campionato italiano: 1

Pesaro: 1987-88

### Nazionale
- Argento olimpico

Mosca 1980
- Oro FIBA EuroBasket

Francia 1983